# Limopsis onchodes
Limopsis onchodes är en musselart som beskrevs av Dall 1927. Limopsis onchodes ingår i släktet Limopsis och familjen Limopsidae. Inga underarter finns listade i Catalogue of Life.